# East To Wes (álbum de Emily Remler)
East To Wes es el quinto álbum de estudio de la guitarrista de jazz Emily Remler. En este trabajo estaba acompañada en la sección rítmica por el pianista Hank Jones, que ya había tocado con ella  en su primer álbum (Firefly, Concord Jazz 1981),  el contrabajista Buster Williams, y el batería Marvin "Smitty" Smith.
Este álbum era un tributo de Emily Remler a su admirado Wes Montgomery. El crítico de jazz Nat Hentoff, escribió en las notas del disco  que Emily le dijo sobre el tema "East To Wes", que daba nombre al álbum que "es mi interpretación de los primeros tema de bossa nova que él hizo Wes, uno de los mayores improvisadores que nunca he oído".

## Recepción y críticas
Para el crítico de Allmusic, Ken Dryden este es un álbum muy recomendable: "El último CD de la difunta guitarrista, que salió antes de su prematura muerte, es su mejor trabajo".
Según  Richard Cook y Brian Morton en su  "Penguin Guide to Jazz on CD", aunque este disco estaba concebido como un homenaje a Montgomery, "la interpretación de Remler muestra lo diferente que era de Wes: con un tono más duro y sus solos más fragmentados, pero igualmente lúcidos

## Lista de temas
| n.º | Título                            | Compositor/es                          | Duración |
| --- | --------------------------------- | -------------------------------------- | -------- |
| 1.  | "Daahoud'"                        | Clifford Brown                         | 5:16     |
| 2.  | "Snowfall"                        | Claude Thornhill                       | 6:36     |
| 3.  | "Hot House"                       | Tadd Dameron                           | 5:41     |
| 4.  | "Sweet Georgie Fame"              | Blossom Dearie - Sandra Harris         | 5:36     |
| 5.  | "Ballad for a Music Box"          | Emily Remler                           | 7:22     |
| 6.  | "Blues For Herb"                  | Emily Remler                           | 6:24     |
| 7.  | "Softly, as in a Morning Sunrise" | Sigmund Romberg - Oscar Hammerstein II | 8:11     |
| 8.  | "East To Wes"                     | Emily Remler                           | 6:12     |

## Créditos
- Emily Remler – guitarra eléctrica (en todos los temas), Guitarra acústica Ovation Adamas (en tema 2)
- Hank Jones – piano
- Buster Williams – contrabajo
- Marvin Smith – batería